# Велва-База
Велва-База — посёлок в Кудымкарском районе Пермского края. Входил в состав Ошибского сельского поселения. Располагается на реке Велва северо-восточнее от города Кудымкара. По данным Всероссийской переписи населения 2010 года, в посёлке проживало 520 человек (273 мужчины и 247 женщин).
В деревне следующие улицы: Беляева, Береговая, Зелёная, Лесная, пер. Дружбы, Кузнецова, Лямпинская, Центральная, пер. Центральный, пер. Садовый, Детская, Школьная, Речной.